# Milionia pulchrinervis
Milionia pulchrinervis là một loài bướm đêm trong họ Geometridae.